# Дюпонт (Вашингтон)
Дюпонт (англ. DuPont) — місто (англ. city) в США, в окрузі Пірс штату Вашингтон. Населення — 10 151 особа (2020).

## Географія
Дюпонт розташований за координатами 47°6′27″ пн. ш. 122°38′49″ зх. д. / 47.10750° пн. ш. 122.64694° зх. д. (47.107516, -122.646980).  За даними Бюро перепису населення США в 2010 році місто мало площу 15,22 км², з яких 15,17 км² — суходіл та 0,05 км² — водойми.

## Демографія
Згідно з переписом 2010 року, у місті мешкало 8199 осіб у 3023 домогосподарствах у складі 2185 родин. Густота населення становила 539 осіб/км².  Було 3241 помешкання (213/км²).
Расовий склад населення:
| - 68,7 % — білих - 10,2 % — азіатів - 8,1 % — чорних або афроамериканців - 1,1 % — вихідців з тихоокеанських островів - 0,5 % — корінних американців - 2,6 % — осіб інших рас |

До двох чи більше рас належало 8,9 %. Частка іспаномовних становила 9,7 % від усіх жителів.
За віковим діапазоном населення розподілялося таким чином: 33,4 % — особи молодші 18 років, 59,5 % — особи у віці 18—64 років, 7,1 % — особи у віці 65 років та старші. Медіана віку мешканця становила 32,0 року. На 100 осіб жіночої статі у місті припадало 89,4 чоловіків;  на 100 жінок у віці від 18 років та старших — 85,1 чоловіків також старших 18 років.
Середній дохід на одне домашнє господарство  становив 89 189 доларів США (медіана — 74 971), а середній дохід на одну сім'ю — 99 830 доларів (медіана — 88 929). Медіана доходів становила 68 514 долари для чоловіків та 53 047 доларів для жінок. За межею бідності перебувало 6,3 % осіб, у тому числі 9,2 % дітей у віці до 18 років та 2,4 % осіб у віці 65 років та старших.
Цивільне працевлаштоване населення становило 2988 осіб. Основні галузі зайнятості: освіта, охорона здоров'я та соціальна допомога — 27,3 %, публічна адміністрація — 25,0 %, науковці, спеціалісти, менеджери — 11,6 %, роздрібна торгівля — 7,5 %.